# Могильницкий, Валерий Михайлович
Валерий Михайлович Могильницкий (24 мая 1940, с. Каскелен, Алматинская область — 5 июня 2016, Караганда) — советский и казахстанский журналист, поэт, краевед, публицист.

## Биография
Родился в семье военного. В 1945 году семья переехала во Львов по месту службы отца. В 1962 г. окончил факультет журналистики Львовского государственного университета.
Работал журналистом в газетах «Львовская правда» (Львов), «Красное знамя» (Владивосток, 1963—1970), «Молот» (Ростов-на-Дону, 1970—1980). Около тридцати лет работал собственным корреспондентом республиканской газеты «Казахстанская правда» по Джезказганской и Карагандинской областям, ведущим специалистом по СМИ, пресс-секретарём акима Карагандинской области. Собственный корреспондент газеты «Подробности» по Карагандинской области. Печатался в журналах «Жулдыз», «Простор», «Мысль».
Член Союза журналистов СССР и Республики Казахстан с 1965 года. Член-корреспондент Международной Академии информатизации.
В 1991 году В. М. Могильницкого избрали председателем общественного объединения «Союз писателей Карагандинской области». В 2000 году ему было присвоено звание «Почётный гражданин города Жезказгана».
В 2002 году был избран членом-корреспондентом Международная академия информатизации (МАЙН), в 2006 году — академиком МАЙН. Указом Президента Н. А. Назарбаева в 2011 году награжден медалью «Ерен еңбегіүшiн» («За трудовое отличие»).
В. М. Могильницкий серьезно занимался изучением истории Казахстана. Писатель-краевед — он автор более 30 книг, около трех тысяч статей и очерков о Казахстане и его людях.
Автор художественно-документальных книг: «Сарыарка», «На земле Сатпаева», «Город в степи», «Медь Жезказгана», «Люди, которых любят», «В самом центре Евразии», «Строки любви», «Созвездие талантов», «Просторы Сарыарки», «Страницы большой жизни», «Давно забытые стихи», «Лирика», «Караганда», «Звезды Гулага», «Чёрные розы маршала», «Всегда с людьми», «Люди Победы», «Наш Назарбаев», «Академик Абылкас Сагинов», «Верность призванию», «Темиртау: подвиг в степи» и другие.
Стихи, очерки, статьи В. М. Могильницкого публиковались в журналах «Москва», «Жовтень» (Октябрь), «Уральский следопыт», «Крестьянка», «Советский воин», «Юный натуралист», «Дон», «Дальний Восток», «Простор», «Нива», «Жулдыз», газетах «Правда», «Труд», «Известия», «Комсомольская правда», «Казахстанская правда», «Караван» и других.
В. М. Могильницкий — автор поэтических сборников «Свет окна», «Строки любви», «Лирика», «Говорите нежные слова».
Произведения В. М. Могильницкого переводились на английский, немецкий, украинский, казахский и корейский языки.
В. М. Могильницкий — лауреат премий журнала «Крестьянка», имени Николая Погодина (учреждена Ростовской областной организацией «Союз журналистов России»), газеты «Казахстанская правда», имени воина-публициста Баубека Булкишева.
Скончался 5 июня 2016 года. Похоронен на Новом Михайловском кладбище в Караганде.

## Избранная библиография
- Могильницкий В. М. Абай — город нашей судьбы. — Караганда: «Гласир», 2006. — 148 с.
- Могильницкий В. М. Академик Абылкас Сагинов: худож.-докум. кн. — Караганда: Гласир, 2008. — 240 с.
- Могильницкий В. М. Безымянные тюльпаны: о великих узниках Карлага. — М.: Интернациональный Союз писателей, 2015.- 393 с.
- Могильницкий В. М. В долине слез: о великих узниках Карлага.- Караганда: Tengri Ltd, 2012. — 153 с.
- Могильницкий В. М. В самом центре Евразии. Художественно-докум. книга.- Караганда: Полиграфия,1998.- 145 с.
- Могильницкий В. М. Великие узники Карлага: документальные очерки.- Караганда: Гласир, 2013. — 433 с.
- Могильницкий В. М. . Всегда с людьми. — Караганда: Гласир, 2010. — 240 с.
- Могильницкий В. М. Говорите нежные слова: книга поэзии. — Караганда: Гласир, 2013. — 165 с.
- Могильницкий В. М. Город в степи: — Караганда: Казахстан, 1993.- 139 с.
- Могильницкий В. М. Давно забытые стихи…: [автобиографическая поэзия]. — Караганда: Полиграфия, 1998.- 56 с.
- Могильницкий В. М. Звезды Гулага: художественно-документальная книга. — Караганда: ОАО «Карагандинская Полиграфия», 2004.- 140 с.
- Могильницкий В. М. Из книги «Лирика» // О Караганде: произведения русскоязычных поэтов и писателей / Н. Заболоцкий [и др.]; Қарағанды облысының әкімдігі. — Астана, 2014. — С.145-150.
- Могильницкий В. М. . Лирика: книга поэзии. — Караганда, 2001.- 63 с.
- Могильницкий В. М. Люди Победы: [очерк]. — Караганда: Гласир, 2010.- 220 с.
- Могильницкий В. М. Қарағанды: Худож. — документ. Книга. — Караганда: ОАО « Карагандинская полиграфия», 2004.- 140 с.
- Могильницкий В. М. Медь Жезказгана: — Караганда: [б. и.], 1996. — 148 с.
- Могильницкий В. М. . На земле Сатпаева: — Караганда: Полиграфия, 1992.
- Могильницкий В. М. Наш Назарбаев.- Астана: Елорда, 2009. — 240 с.
- Могильницкий В. М. Не склонив головы: документальные очерки о великих узниках Карлага.- Караганда: Гласир, 2011. — 259 с.
- Могильницкий В. М. Незабываемые встречи: документальные очерки о современниках.- Караганда: Гласир, 2014. — 346 с.
- Могильницкий В. М. . Сарыарка. — Алма-Ата: Кайнар,1987.- 149 с.
- Могильницкий В. М. Свет окна: Книга стихов. — Караганда: Полиграфия, 1993.- 42 с.
- Могильницкий В. М. Созвездие талантов.- Караганда: Полиграфия, 1993.- 156 с.
- Могильницкий В. М. Строки любви: Кн. стихов. — Караганда: Фото-издатсервис, 1992. — 54 с.
- Могильницкий, В.М. Там, где охотится «черный араб»: статья / В. Могильницкий // Воспоминания о Михаиле Пришвине: сборник / [сост. Я. З. Гришина, Л. А. Рязанова].- М.: Советский писатель, 1991.- С.47 — 50
- Могильницкий В. М. Темиртау: подвиг в степи: документальные очерки.- Караганда: Гласир, 2015. — 267 с.
- Могильницкий В. М. Черные розы маршала.- Караганда: Арко, 2006. — 232 с.
- Родник любви: сб. стихов / сост. В. М. Могильницкий. — Караганда: ОАО «Карагандинская Полиграфия», 2001.- 63 с.
- Тебе, любимый город: стихи и песни о Караганде / сост. Г. Мукашев, Л. Мельникова, В. Могильницкий. — Караганда: [б. и.], 2004.- 80 с.

## Награды и премии
- Лауреат премий республиканской газеты «Казахстанская правда», журнала «Крестьянка», имени Николая Погодина, воина-публициста Баубека Булкишева.
- Серебряная медаль ВДНХ СССР
- медаль «Трудовая слава» III степени
- медаль «Ерен енбегi yшін»(2011).
- Почётный гражданин города Жезказган (2000).